# 晏家下边屋箭楼院
晏家下边屋箭楼院位于湖南衡东县南湾乡，始建于明朝万历年间，为2014年发现的湖南省首个古箭楼院落。

## 历史沿革
古箭楼院落为晏氏家族所有，据家谱记载为明朝万历年间。
据晏氏家族成员回忆，七十余年前还有五栋箭楼，如今仅存两栋。

## 历史价值
湖南省文物局原博物馆处处长谢武经表示，之前在衡山县和郴州临武县发现的箭楼均为独栋，像衡东县的这处箭楼集中在一处形成了民居院落，是湖南省首次发现。